# 빌드 (게임 엔진)
빌드(Build)는 3D Realms를 위해 켄 실버맨(Ken Silverman)이 개발한 1인칭 슈팅 게임 엔진이다. 둠 엔진처럼 빌드 엔진은 섹터(sector)라 부르는 2차원 그리드에 세계를 표현하며, 스프라이트라는 이름의 단순하고 평평한 오브젝트를 사용하여 월드 지오메트리를 오브젝트로 추가시킨다.

## 빌드 엔진 게임
빌드 엔진 위에 직접 빌드된 게임
- Legend of the Seven Paladins (1994) (완성되었지만 지역적으로만 출시됨. 복사본이 인터넷에 유출되어 초기 버전의 빌드 엔진을 불법적으로 사용함)
- en:Witchaven (1995)
- en:William Shatner's TekWar (1995)
- 듀크 뉴켐 3D[2] (1996)
- en:Witchaven II: Blood Vengeance (1996)
- en:PowerSlave (PC version) (1996)
- Blood[2] (1997)
- en:Shadow Warrior[2] (1997)

듀크 뉴켐 3D 코드에 기반을 둔 게임
- en:Redneck Rampage (1997)
- Redneck Rampage Rides Again (1998)
- Redneck Deer Huntin' (1998)
- NAM (1998)
- en:Extreme Paintbrawl (1998)
- en:World War II GI (1999)

미출시 빌드 엔진 게임
- Corridor 8: Galactic Wars (미완성. 소스 코드는 이용 가능)
- Fate (미완성. 데모만 존재함)